# مستشفى محمد البوعزيزي
مستشفى محمد البوعزيزي أو مركز الإصابات والحروق البليغة (بالفرنسية: Centre de traumatologie et des grands brûlés)‏  قبل الثورة التونسية (وقع تغير الاسم تخليداً لوفاة محمد البوعزيزي بداخله) هو مؤسسة استشفائية تقدم الخدمات الصحية الاستعجالية تونسية متخصصة في الإصابات والحروق البليغة الناتجة عن حوادث المرور وحوادث الشغل. ويقع مقره في ضاحية بن عروس على الطريق السيارة التي تنطلق من العاصمة جنوبا. وقد افتتح هذا المركز عام 2008.
- يمسح هذا المركز 6 هكتارات أي 60 ألف متر مربع منها 22 ألف مغطاة. وتتألف بنايته من سبعة طوابق. ويحتوي على عشر قاعات للعمليات الجراحية، وتبلغ طاقة استيعابه 168 سريرا.
- لهذا المركز عدة أقسام هي : جراحة العظام، إنعاش مصابي الحروق، جراحة التجميل، الطب الاستعجالي، الجراحة العامة، جراحة الأعصاب والتخدير والإنعاش بالإضافة إلى أقسام الطب الفيزيائي وتقويم الأعضاء والتأهيل الوظيفي والتصوير الطبي والبيولوجيا الطبية وبنك الدم والصيدلية.

## روابط خارجية
- 35 مليون دينار كلفة مركز الإصابات والحروق ببن عروس.
- الرفع من مستوى الخدمات الاستعجالية المقدمة للمواطن والتكفل بالاصابات.